# Hysterocrates didymus
Hysterocrates didymus là một loài nhện trong họ Theraphosidae.
Loài này thuộc chi Hysterocrates. Hysterocrates didymus được Mary Agard Pocock miêu tả năm 1900.